# Dacia Nova

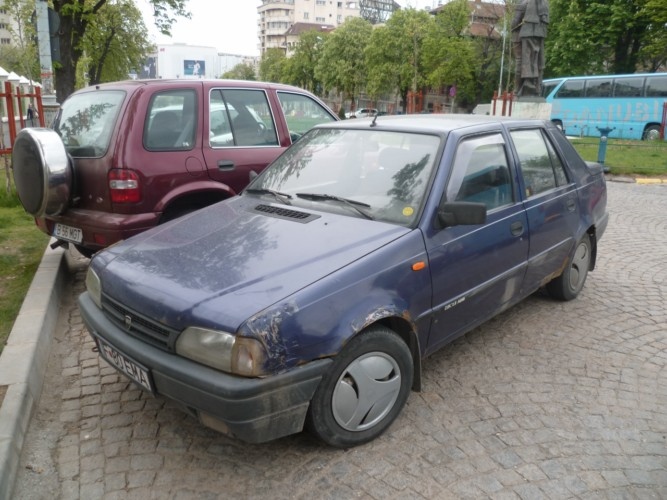
Dacia Nova

Dacia Nova är en rumänsk småbil från Dacia som presenterades 1995. Dacia Nova var den första bilen konstruerad av rumänska ingenjörer. Den var lite föråldrad redan när de första exemplaren rullade ut från fabriken 1995.
Bilen var en liten halvkombi, med framhjulsdrift, 5-dörrar och 5 sittplatser. Den nyaste motorn dök upp 1998 och kallades GTI. Det var GT motorn som uppgraderats med en Bosch K Jetronic insprutning.
Efter att Dacia inlett sitt samarbete med Renault fick Nova år 2000 motor och andra komponenter från Renault och bytte namn till Dacia SuperNova.